# Saint-Pierre-la-Cour
Saint-Pierre-la-Cour és un municipi francès situat al departament de Mayenne i a la regió de País del Loira. L'any 2007 tenia 1.843 habitants.

## Demografia

### Població
El 2007 la població de fet de Saint-Pierre-la-Cour era de 1.843 persones. Hi havia 764 famílies de les quals 200 eren unipersonals (108 homes vivint sols i 92 dones vivint soles), 272 parelles sense fills, 252 parelles amb fills i 40 famílies monoparentals amb fills.
La població ha evolucionat segons el següent gràfic:
Habitants censats

### Habitatges
El 2007 hi havia 811 habitatges, 766 eren l'habitatge principal de la família, 15 eren segones residències i 30 estaven desocupats. 747 eren cases i 60 eren apartaments. Dels 766 habitatges principals, 564 estaven ocupats pels seus propietaris, 197 estaven llogats i ocupats pels llogaters i 5 estaven cedits a títol gratuït; 8 tenien una cambra, 36 en tenien dues, 115 en tenien tres, 253 en tenien quatre i 354 en tenien cinc o més. 612 habitatges disposaven pel capbaix d'una plaça de pàrquing. A 316 habitatges hi havia un automòbil i a 355 n'hi havia dos o més.

### Piràmide de població
La piràmide de població per edats i sexe el 2009 era:
| Homes | Edats   | Dones |
| ----- | ------- | ----- |
| 0     | 95 o +  | 0     |
| 0     | 90 a 94 | 0     |
| 4     | 85 a 89 | 4     |
| 16    | 80 a 84 | 32    |
| 28    | 75 a 79 | 44    |
| 44    | 70 a 74 | 44    |
| 52    | 65 a 69 | 60    |
| 40    | 60 a 64 | 60    |
| 36    | 55 a 59 | 36    |
| 56    | 50 a 54 | 56    |
| 56    | 45 a 49 | 28    |
| 64    | 40 a 44 | 68    |
| 44    | 35 a 39 | 44    |
| 56    | 30 a 34 | 52    |
| 72    | 25 a 29 | 56    |
| 32    | 20 a 24 | 40    |
| 60    | 15 a 19 | 56    |
| 76    | 10 a 14 | 32    |
| 56    | 5 a 9   | 72    |
| 40    | 0 a 4   | 48    |

## Economia
El 2007 la població en edat de treballar era de 1.107 persones, 831 eren actives i 276 eren inactives. De les 831 persones actives 793 estaven ocupades (442 homes i 351 dones) i 38 estaven aturades (9 homes i 29 dones). De les 276 persones inactives 107 estaven jubilades, 88 estaven estudiant i 81 estaven classificades com a «altres inactius».

### Ingressos
El 2009 a Saint-Pierre-la-Cour hi havia 787 unitats fiscals que integraven 1.925,5 persones, la mediana anual d'ingressos fiscals per persona era de 17.160 €.

### Activitats econòmiques
Dels 68 establiments que hi havia el 2007, 2 eren d'empreses alimentàries, 7 d'empreses de fabricació d'altres productes industrials, 16 d'empreses de construcció, 9 d'empreses de comerç i reparació d'automòbils, 4 d'empreses de transport, 4 d'empreses d'hostatgeria i restauració, 3 d'empreses financeres, 3 d'empreses immobiliàries, 5 d'empreses de serveis, 7 d'entitats de l'administració pública i 8 d'empreses classificades com a «altres activitats de serveis».
Dels 25 establiments de servei als particulars que hi havia el 2009, 1 era una oficina de correu, 2 oficines bancàries, 1 funerària, 2 tallers de reparació d'automòbils i de material agrícola, 1 paleta, 3 guixaires pintors, 4 fusteries, 1 lampisteria, 2 electricistes, 1 empresa de construcció, 3 perruqueries, 2 restaurants, 1 agència immobiliària i 1 saló de bellesa.
Dels 6 establiments comercials que hi havia el 2009, 1 era un supermercat, 2 fleques, 1 una carnisseria, 1 una botiga de roba i 1 una sabateria.
L'any 2000 a Saint-Pierre-la-Cour hi havia 31 explotacions agrícoles que ocupaven un total de 672 hectàrees.

## Equipaments sanitaris i escolars
El 2009 hi havia 1 centre de salut i 1 farmàcia.
El 2009 hi havia 1 escola maternal i 2 escoles elementals. Saint-Pierre-la-Cour disposava d'un col·legi d'educació secundària amb 367 alumnes.

## Poblacions més properes
El següent diagrama mostra les poblacions més properes.